# Mésopotamie (thème)
Pour les articles homonymes, voir Mésopotamie (homonymie).

Les thèmes en Asie Mineure vers 950.

Le thème de Mésopotamie (en grec Μεσοποταμία) est un thème byzantin situé dans ce qui est aujourd'hui la Turquie orientale, entre l'Arsanias et le Çimisgezek.

## Histoire
Le thème est probablement établi entre 899 et 911, lorsque l'empereur Léon VI le Sage désigne en tant que gouverneur l'ancien strategos du thème de Charsianon, Oreste,. La majeure partie du thème est constituée d'une principauté arménienne, Takis, dirigée par un certain Manuel qui, avec ses quatre fils, s'est laissé persuader de céder ses terres à l'empire en échange de titres et de propriétés dans d'autres thèmes. Les districts peuplés d'Arméniens de Keltzène (détaché du thème de Chaldée) et de Kamacha (du thème de Colonée) lui sont adjoints,.
Bien que Constantin VII Porphyrogénète mentionne qu'avant son accession au rang de thème, la région était une kleisoura sans nom, des traces existent d'une présence byzantine bien antérieure. Le sceau d'un « spatharios et strategos de Mésopotamie » a ainsi été daté de ca. 810, indiquant peut-être la brève existence d'un premier thème, et le sceau d'un tourmarches au nom arménien de Mousilikès remonterait à ca. 870.
Il est donc possible que la Mésopotamie ait été constituée à la fin du IXe siècle à partir d'une principauté arménienne, en tant que division (tourma) d'un thème voisin, avant de devenir un thème à part entière. Ceci pourrait expliquer la coutume particulière selon laquelle son strategos tire à partir de 911 son salaire non du trésor impérial, mais des revenus du kommerkion (taxe commerciale) de sa province.
Des commandants du thème sont désignés tout au long du Xe siècle, en coexistence avec le nouveau poste de « doux de Mésopotamie » établi vers 975. À la différence du strategos, le doux est un commandant régional, contrôlant le secteur central de la frontière orientale de l'empire,,.
Malgré une tentative de Michel VII Doukas, la région est conquise par les Seldjoukides à la suite de la bataille de Manzikert (1071).